# Poligono di tiro

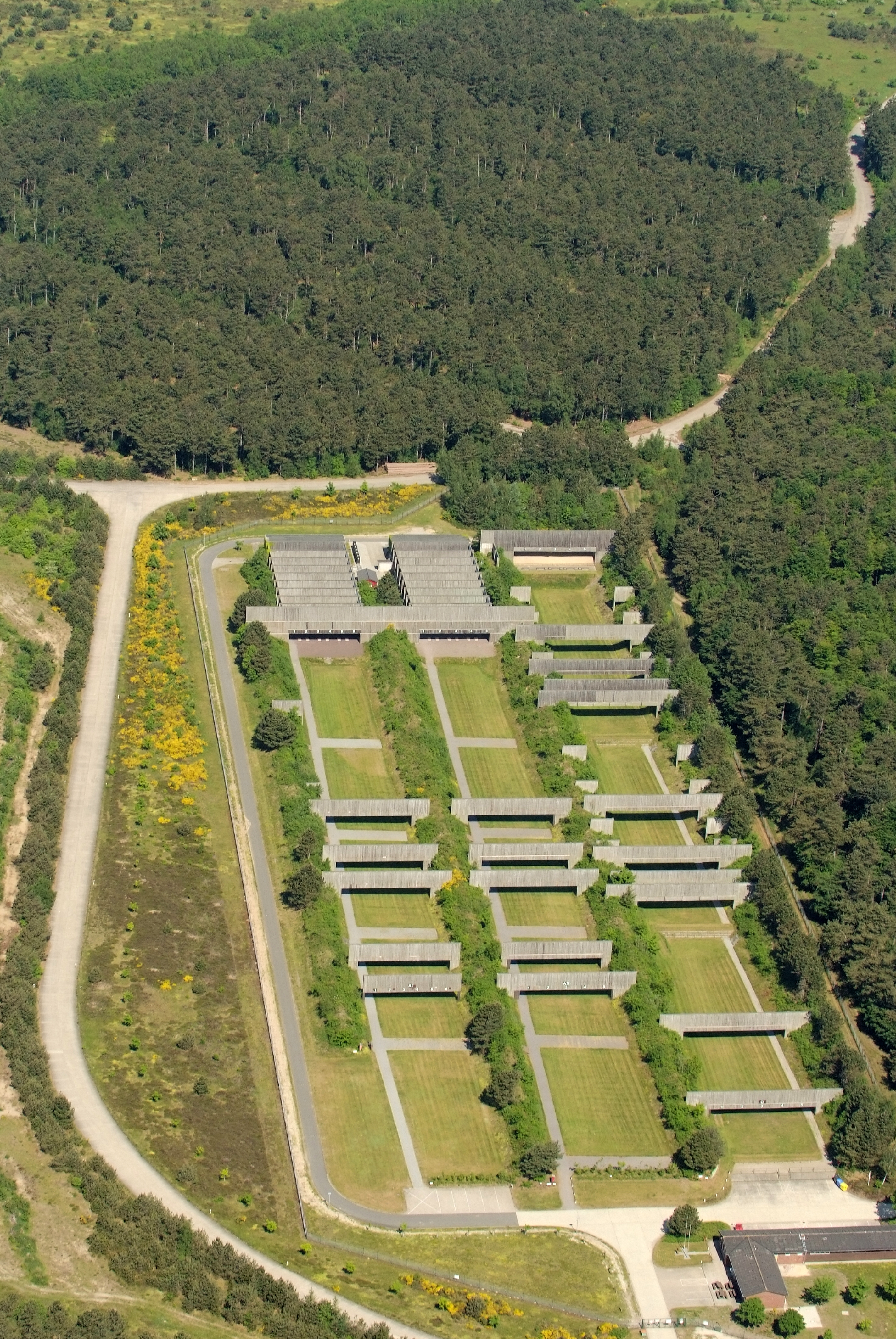
Poligono di tiro all'aperto, Cuxhaven, Germania (2012)

Un poligono di tiro è un luogo circoscritto e delimitato in cui si pratica attività di tiro sportivo o militare con armi da fuoco, senza arrecare danno all'esterno. 
Nei poligoni si pratica anche il tiro a segno con armi da aria compressa sia di libera vendita con potenza inferiore a 7.5 joules sia con potenza maggiore di 7.5 joules:  per quest'ultime occorre la licenza di "porto d'armi" prevista dalle normative vigenti. 
In virtù di quanto anzidetto, la normativa italiana - art. 30 Tulps e legge 110/75 -  parla più correttamente di "armi da sparo", qualifica che ricomprende le armi del paragrafo precedente

## Caratteristiche
Possono essere utilizzati per attività sportiva, come il tiro a segno, o per scopi militari, come addestramento di truppe al tiro e collaudo di armi; l'accesso, inoltre, può essere limitato a persone abilitate o iscritte, o può essere di uso pubblico. 
Ogni poligono è di solito supervisionato da personale esperto che vigila sul rispetto delle norme sulla sicurezza.

## Tipi di poligono
Un poligono di tiro può essere all'aperto (outdoor) o al chiuso (indoor); ciascuna delle due tipologie presenta differenti caratteristiche tecniche. 

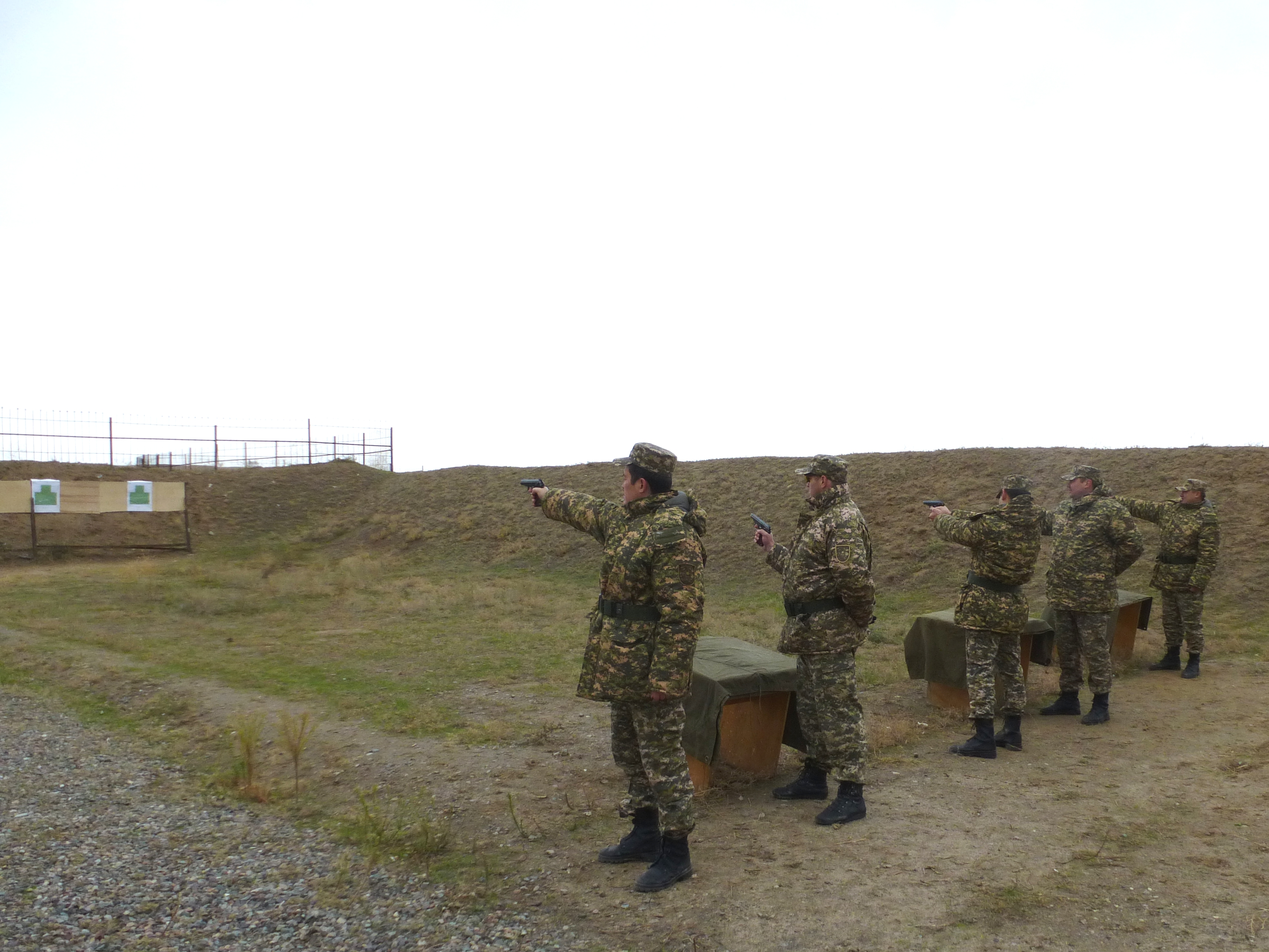
Poligono militare

### Al chiuso
I poligoni indoor hanno di solito particolari misure di protezione della struttura come terrapieni a protezione delle pareti e strutture portanti rinforzate. Hanno inoltre sistemi di ventilazione per evitare lo stazionamento dei gas esausti ed in particolare delle microparticelle di piombo. In assenza di questi sistemi, gli utilizzatori e il personale sono esposti ad intossicazione.
Un altro problema dei poligoni al chiuso è il rumore che può superare i 140 dB. Per evitare questo alcuni poligoni moderni utilizzano stanze di prova separate l'una dall'altra. Inoltre, è spesso proibito l'uso dei calibri più potenti (come il .50 BMG), dei fucili o di armi full-auto.

### All'aperto
Questo tipo di poligono nasce spesso per la richiesta di spari a lunga distanza oltre i 1000 metri, oltre che per addestrarsi all'uso delle armi in diverse condizioni meteorologiche. Tali poligoni sono costituiti da ampie aree all'aperto attrezzate con semplici strutture di protezione atmosferica (tettoie o capanni), oltre che con delle trincee o fosse antistanti ai bersagli da cui il personale del poligono può intervenire sui bersagli, senza rischio di essere colpito e senza dover interrompere il tiro. I poligoni militari spesso contengono anche fosse o pozzi dove far detonare eventuali residui pericolosi, come bombe a mano o cariche esplosive inesplose.

## Nel mondo

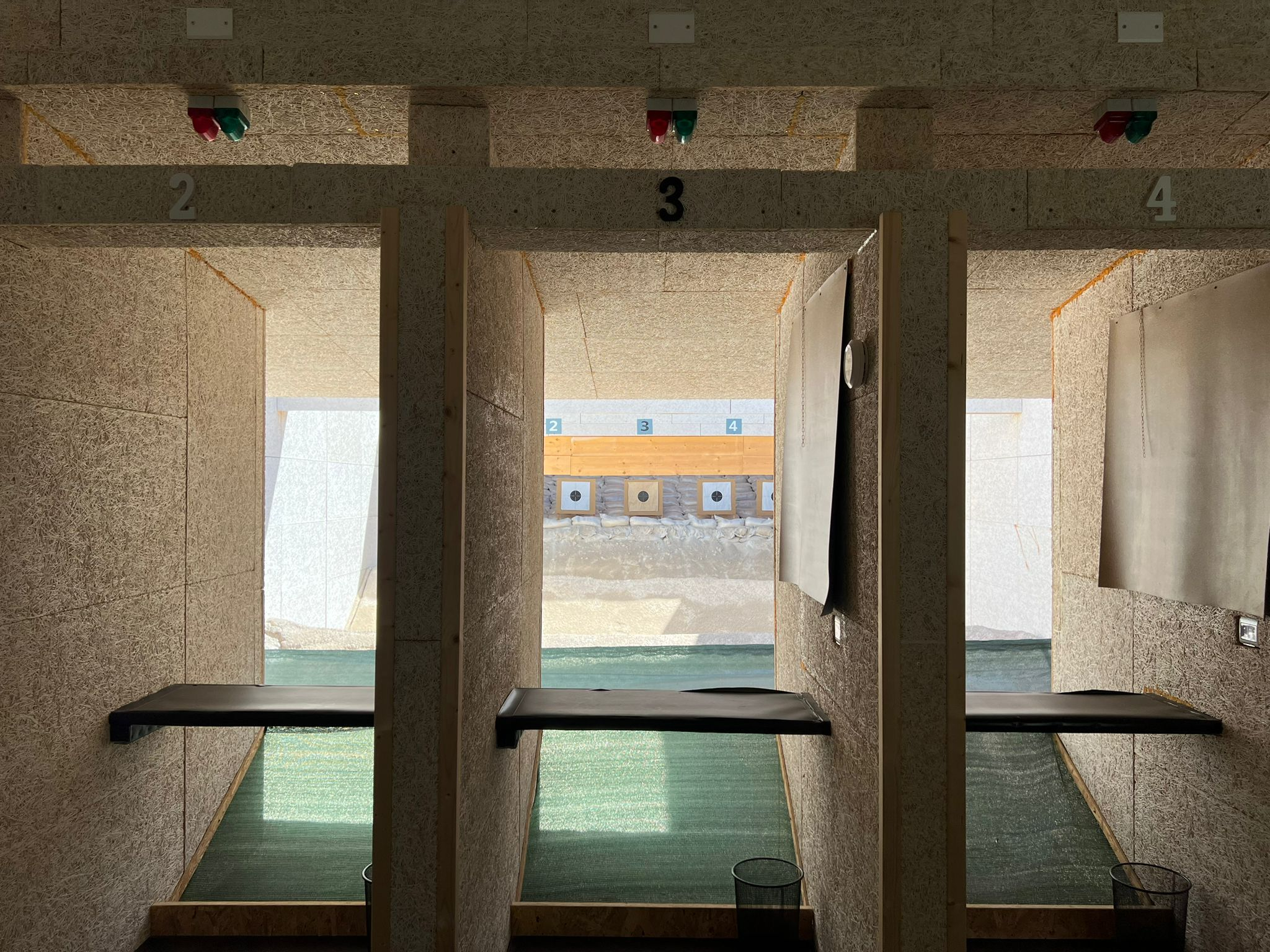
Poligono di tiro a fuoco del Tiro a Segno Nazionale di Alezio (Lecce)

### Italia
In Italia esistono diversi tipi di poligoni: 
- poligono militare, di uso esclusivo delle forze armate (per l'esercito gestito dall'arma del genio);
- poligono per le forze di polizia (in mancanza di poligoni di tiro dell'amministrazione possono essere impiegati per l'addestramento e l'aggiornamento professionale al tiro del personale quelli del TSN, tramite convenzione specifica);
- poligono presso le sezioni dell'Unione Italiana Tiro a Segno, già Tiro a Segno Nazionale, aperto a privati;
- poligono privato, gestito da società di tiratori affiliate o meno a società nazionali o internazionali, talvolta non riconosciute dal CONI.

Può essere definito poligono di tiro anche un'area di mare, normalmente antistante la costa in un'area militare, dove veniva praticato il tiro al piattello. In questo caso si punta sull'assenza di strutture circostanti. In questi casi il poligono si definisce con il termine "sgombero a mare".